# Жердев, Александр Николаевич
Александр Николаевич Жердев (1 апреля 1937, Грозный) — советский футболист, выступавший на позиции нападающего. Сыграл 2 матча и забил один гол в высшей лиге СССР. Мастер спорта СССР (1964).

## Биография
Начинал играть в футбол в грозненской команде «Динамо». На взрослом уровне дебютировал в 18-летнем возрасте в составе пятигорского «Химика», а спустя полтора года вернулся в Грозный и стал выступать за «Терек» (ранее команда носила название «Нефтяник»). В 1959—1961 годах призывался в сборную РСФСР, в том числе участвовал в международных матчах. В сезоне 1960 года забил 18 голов в составе «Терека» и вошёл в список 33 лучших футболистов РСФСР под № 1, после чего был замечен тренерами московского «Динамо».
В 1961 году перешёл в «Динамо». Дебютный матч в высшей лиге сыграл 12 июня 1961 года против «Пахтакора», вышел на замену на 60-й минуте вместо Аркадия Николаева, а на 63-й минуте забил свой первый гол. В своей второй игре, 17 июня против «Кайрата», в столкновении с игроком соперников Каминским сломал ногу и был заменён, после этого долго восстанавливался и играл только за дубль. В составе дубля бело-голубых в 1961—1962 годах провёл 10 матчей и забил два гола.
В середине сезона 1962 года вернулся в «Терек», в его составе в 1964 году стал победителем чемпионата РСФСР среди команд класса «Б» и в следующих сезонах выступал во второй группе класса «А». Всего за 13 сезонов в составе «Терека» сыграл 391 матч и забил 81 гол в первенствах страны, а также 27 матчей и 10 голов в Кубке СССР. С учётом неофициальных матчей сыграл за грозненский клуб 548 игр. В 30-летнем возрасте завершил карьеру на уровне команд мастеров, затем выступал за «Урожай» (Грозный) в турнирах коллективов физкультуры.
После окончания спортивной карьеры работал в нефтяной промышленности. После выхода на пенсию живёт в Москве.